# Coupe d'Europe des lancers 2016
Navigation
Édition précédente Édition suivante
La 16e édition de la Coupe d'Europe des lancers se déroule au Stadion Gloria à Arad en Roumanie les 12 et 13 mars 2016. Cette édition a lieu en Roumanie pour la 1re fois.

## Résultats

### Séniors

#### Hommes
| Épreuves          | Or                       | Argent                       | Bronze                        |
| Lancer du poids   | Andrei Gag 20,68 m       | Tsanko Arnaudov 19,85 m      | Sebastiano Bianchetti 19,78 m |
| Lancer du disque  | Axel Härstedt 62,73 m    | Martin Kupper 62,20 m        | Mykyta Nesterenko 62,01 m     |
| Lancer du marteau | Krisztián Pars 75,21 m   | Siarhei Kalamoyets 75,17 m   | Marco Lingua 74,51 m          |
| Lancer du javelot | Uladzimir Kazlou 79,34 m | Jérémy Nicollin 76,77 m (PB) | Norbert Bonvecchio 76,66 m    |

#### Femmes
| Épreuves          | Or                           | Argent                      | Bronze                     |
| Lancer du poids   | Alena Abramchuk 17,21 m      | Jessica Cérival 17,05 m     | Markéta Červenková 16,86 m |
| Lancer du disque  | Mélina Robert-Michon 62,05 m | Pauline Pousse 58,24 m      | Eliška Staňková 55,55 m    |
| Lancer du marteau | Zalina Marghieva 72,58 m     | Alexandra Tavernier 70,79 m | Betty Heidler 69,83 m      |
| Lancer du javelot | Christin Hussong 61,80 m     | Līna Mūze 61,26 m           | Ásdís Hjálmsdóttir 59,53 m |

### Espoirs

#### Hommes
| Épreuves          | Or                         | Argent                      | Bronze                  |
| Lancer du poids   | Osman Can Özdeveci 18,59 m | Patrick Müller 18,12 m      | Karl Koha 17,29 m       |
| Lancer du disque  | Simon Pettersson 60,28 m   | Alin Firfirică 59,28 m      | Domantas Poška 58,08 m  |
| Lancer du marteau | Özkan Baltacı 72,11 m      | Bence Halász 71,16 m        | Matija Gregurić 71,13 m |
| Lancer du javelot | Julian Weber 81,24 m       | Norbert Rivasz-Tóth 77,70 m | Emin Öncel 72,64 m      |

#### Femmes
| Épreuves          | Or                       | Argent                           | Bronze                      |
| Lancer du poids   | Fanny Roos 16,08 m       | Rose Sharon Pierre-Louis 15,97 m | Alena Pasechnik 15,88 m     |
| Lancer du disque  | Veronika Domjan 54,04 m  | Salla Sipponen 53,15 m           | Alexandra Emilianov 52,58 m |
| Lancer du marteau | Hanna Malyshchyk 68,76 m | Réka Gyurátz 67,34 m             | Marinda Petersson 66,18 m   |
| Lancer du javelot | Sigrid Borge 59,33 m     | Sara Kolak 58,11 m               | Arantxa Moreno 54,75 m      |